# Mangarevakarekiet
De mangarevakarekiet (Acrocephalus astrolabii) is een uitgestorven zangvogel uit de familie Acrocephalidae.

## Verspreiding en leefgebied
Deze soort was endemisch op Mangareva, een eiland van de eilandengroep Îles Gambier.